# دبليو. تي مارتن
دبليو. تي مارتن (بالإنجليزية: W. T. Martin) هو رياضياتي أمريكي، ولد في 4 يونيو 1911 في أركنساس في الولايات المتحدة، وتوفي في 30 مايو 2004.